# 楊万春 (駆逐艦)
楊万春（ヤン・マンチュン、日本語読み：よう ばんしゅん、朝鮮語：양만춘、ラテン文字：Yang Manchoon, DDH-973）は、大韓民国海軍の駆逐艦。広開土大王級駆逐艦の3番艦。艦名は、高句麗の将軍で唐軍と戦った楊万春に由来する。

## 艦歴
「楊万春」は、KDX-Iに基づく3,200トン級駆逐艦として大宇重工業玉浦造船所で建造され、1996年起工、1998年9月30日進水、2000年6月30日に就役した。
2008年7月、リムパック2008に参加。12月24日に合同参謀本部は、イラクに派遣しているザイトゥーン部隊の撤収に伴い、車両110台や装備品など2000種類を積載した外国籍の13,000トン級貨物船を護衛するため、翌25日にクウェートシュアイバ港を出港し1月中旬頃に帰国すると発表し、合わせてこの護衛作戦を通じて2009年にソマリア沖の海賊対処のために遠洋派遣の実況調査を行なうとされる。
2009年7月3日、日韓救難共同訓練のため「DDH-978 王建」とともに舞鶴に入港し、7月6日には日本海にて「DE-229 あぶくま」、「DD-111 おおなみ」、P-3哨戒機など3機とともに参加した。
母港は慶尚南道に所在する鎮海海軍基地である。
広開土大王級に対して計画された、指揮管制装置や曳航ソナーの換装を含む能力向上改修を最初に受けた艦となった。2020年9月9日に改修を完了して任務に復帰している。